# Isaszegi Róbert
Isaszegi Róbert (Sárospatak, 1965. május 2. –) olimpiai bronz- és Európa-bajnoki ezüstérmes magyar ökölvívó.

## Pályafutása
Az 1985-ös budapesti ökölvívó Európa-bajnokságon bronzérmet szerzett. Három év múlva, az 1988-as szöuli olimpián papírsúlyban szintén bronzérmet szerzett. Az 1989-es Európa-bajnokságon ezüstérmet szerzett.